# Teorema dos quatro vértices

Uma elipse (vermelho) e sua evoluta (azul), mostrando os quatro vértices da curva, cada vértice correspondendo a uma cúspide sobre a evoluta.

O teorema dos quatro vértices estabelece que a função curvatura de uma curva plana simples, fechada, suave tem pelo menos quatro locais extremos (especificamente, pelo menos, dois máximos locais e pelo menos dois mínimos locais). O nome do teorema deriva da convenção de chamar um ponto extremo da função curvatura um vértice.

## Exemplos
Uma elipse tem exatamente quatro vértices: dois máximos locais de curvatura onde é atravessada pelo eixo maior da elipse, e dois mínimos locais de curvatura onde é atravessado pelo eixo menor. Em um círculo, cada ponto é ao mesmo tempo um máximo local e um mínimo local de curvatura, por isso há um número infinito de vértices.

## História
O teorema de quatro vértice foi demonstrado pela primeira vez para curvas convexas (i.e. curvas com curvatura estritamente positiva) em 1909 por Syamadas Mukhopadhyaya.